# 라우리 피흐칼라

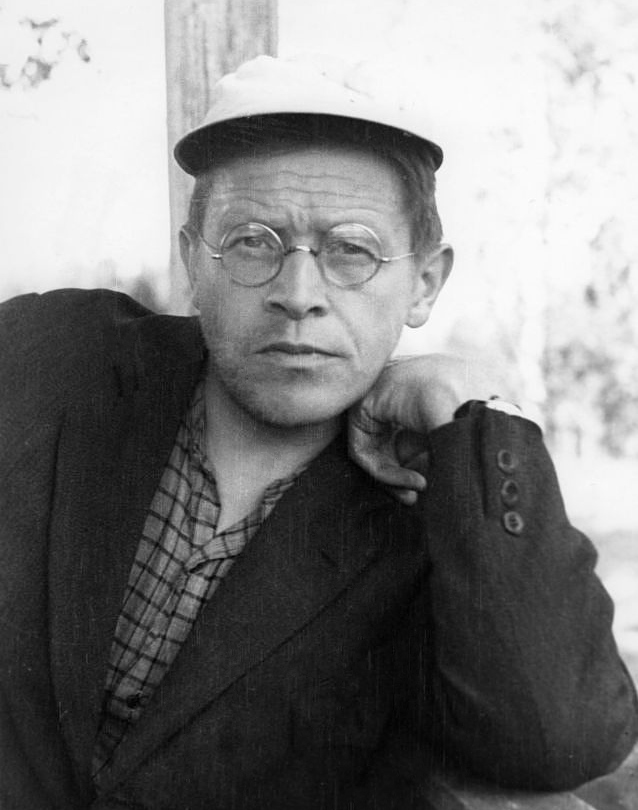

라우리 "타흐코" 피흐칼라(핀란드어: Lauri "Tahko" Pihkala: 1888년 1월 5일-1981년 5월 20일)는 핀란드의 체육인이다. 핀란드판 야구인 페새팔로의 고안자다.
1908년 하계 올림픽 높이뛰기에 출전하여 14위를 했다. 원반던지기에도 출전했으나 결과는 알려져 있지 않다. 1912년 하계 올림픽에선 800 미터 경주에 출전했지만 첫 회차에서 탈락했다.
핀란드 내전 당시 백위대의 한스 칼름 소령을 보조해 선전 및 전투에 참여했다. 정치적으로 우익으로, 핀란드인의 군사력을 향상시키기 위한 수단으로 우생학을 신봉했다. 피흐칼라는 자기가 집필한 체육백과사전에서 체육활동이 본질적으로 전투이며 실제 전투의 준비와 같은 것이라고 정의했다. 이런 이유로 여자보다 남자 선수를 선호했다.
1969년 우르호 케코넨 대통령, 카리나 카리 교수와 함께 이위배스퀼래 대학교 체육학과 최초의 명예박사 학위를 받았다.